# Bulurejo (Benjeng)
Bulurejo is een bestuurslaag in het regentschap Gresik van de provincie Oost-Java, Indonesië. Bulurejo telt 3594 inwoners (volkstelling 2010).